# Chojnowski Park Krajobrazowy

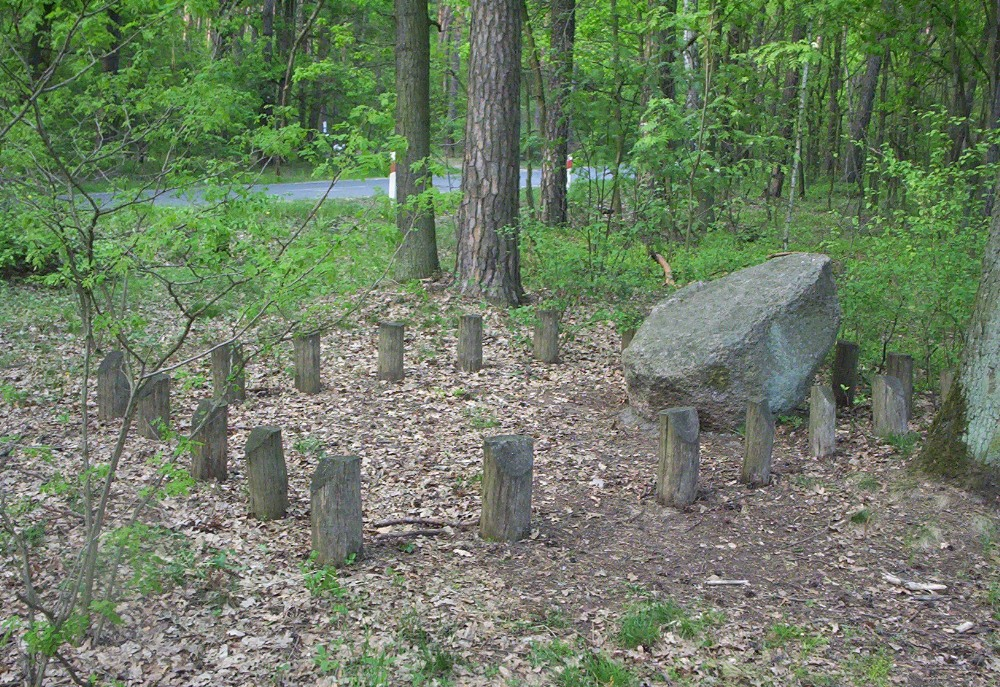
Kamień Stephana – poświęcony pamięci leśnika

Chojnowski Park Krajobrazowy – park krajobrazowy leżący na Równinie Warszawskiej i skraju Doliny Środkowej Wisły – na południe od Warszawy, na lewym brzegu Wisły. W całości leży na terenie powiatu piaseczyńskiego. Powołany rozporządzeniem Wojewody Warszawskiego z dnia 1 czerwca 1993 r. w sprawie utworzenia Chojnowskiego Parku Krajobrazowego (Dz.Urz.Woj.War. Nr 9, poz.100), co po zmianie prawa ochrony przyrody zostało potwierdzone rozporządzeniem Wojewody Mazowieckiego z dnia 4 kwietnia 2005 r. (Dz. Urz. Woj. Maz. Nr 75, poz. 1976). Od roku 2010 wchodzi w skład Mazowieckiego Zespołu Parków Krajobrazowych, wraz z parkami krajobrazowymi Mazowieckim, Brudzeńskim (z którymi już wcześniej tworzył zespół), Kozienickim i Nadbużańskim. Jest elementem Zielonego Pierścienia Warszawy i pasa obszarów chronionych ciągnącego się od Mazowieckiego PK po Bolimowski Park Krajobrazowy.
Park zajmuje powierzchnię 67,96 km², jego otulina liczy 47,27 km². 

## Przedmiot ochrony
Park założono dla ochrony kompleksu Lasów Chojnowskich oraz zespolonego z nim terenu doliny dolnego biegu Jeziorki, a także fragmentu doliny Wisły z wyniosłą skarpą, zabytkowym parkiem przypałacowym i rezerwatami przyrody. Cele ochrony obejmują zachowanie wartości przyrodniczych (gatunki, siedliska, ekosystemy), historyczno-kulturowych (zabudowa podmiejska i wiejska, zespoły pałacowo-parkowe, zabytki, miejsca pamięci) i krajobrazowych (doliny, mozaika użytkowania terenu). Na terenie parku obowiązują standardowe przepisy ochronne parków krajobrazowych, przy czym zrezygnowano z niektórych zakazów dotyczących zabudowy w przypadku, gdyby ograniczały już obowiązujące plany zagospodarowania przestrzennego.

## Ochrona przyrody

### Ochrona czynna
W latach 2007–2008 w parku prowadzono działania na rzecz poprawy stosunków wodnych, przeciwdziałające skutkom dawnych melioracji w ramach programu „Mała retencja”. W ramach „Akcji Żaba” we współpracy z okolicznymi szkołami w czasie wiosennych wędrówek płazów instalowane są płotki utrudniające ich wchodzenie na jezdnię, a gromadzące się przy nich płazy są przenoszone. Prowadzone są również próby reintrodukcji sokoła wędrownego oraz instalacja budek dla nietoperzy.

### Flora
Mimo przewagi siedlisk lasów mieszanych (głównie bór mieszany świeży i las mieszany świeży) i liściastych, w drzewostanie nadleśnictwa Chojnów przeważa sosna zwyczajna.
W parku rosną następujące gatunki roślin chronionych:
| gatunek                | stopień ochrony |
| barwinek pospolity     | całkowita       |
| bluszcz pospolity      | całkowita       |
| centuria pospolita     | częściowa       |
| gnieźnik leśny         | całkowita       |
| grążel żółty           | całkowita       |
| grzybienie białe       | całkowita       |
| kalina koralowa        | częściowa       |
| kocanki piaskowe       | częściowa       |
| konwalia majowa        | częściowa       |
| kopytnik pospolity     | częściowa       |
| kruszyna pospolita     | częściowa       |
| kukułka szerokolistna  | całkowita       |
| lilia złotogłów        | całkowita       |
| gnieźnik jajowaty      | całkowita       |
| orlik pospolity        | całkowita       |
| paprotka zwyczajna     | całkowita       |
| pierwiosnek lekarski   | częściowa       |
| pierwiosnek wyniosły   | częściowa       |
| pióropusznik strusi    | całkowita       |
| podkolan biały         | całkowita       |
| pomocnik baldaszkowaty | całkowita       |
| porzeczka czarna       | częściowa       |
| przylaszczka pospolita | częściowa       |
| przytulia wonna        | częściowa       |
| salwinia pływająca     | całkowita       |
| śnieżyczka przebiśnieg | całkowita       |
| storczyk plamisty      | całkowita       |
| wawrzynek wilczełyko   | całkowita       |
| wiciokrzew pomorski    | całkowita       |
| widłak goździsty       | całkowita       |
| widłak jałowcowaty     | całkowita       |
| zawilec wielkokwiatowy | częściowa       |

Poza tym występują chronione gatunki porostów: płucnica islandzka (ochrona częściowa), różne gatunki chrobotków (ochrona całkowita).

### Fauna
W parku żyje ok. 100 gatunków ptaków, ponad 20 gatunków ryb oraz kilkudziesięciu gatunków gadów, płazów i ssaków, m.in. gatunki chronione:

- bąk
- bażant zwyczajny
- białorzytka zwyczajna
- bielik
- błotniak łąkowy
- błotniak stawowy
- bóbr europejski
- bocian biały
- bocian czarny
- sikora bogatka
- brodziec piskliwy
- brzęczka
- brzegówka
- cierniówka
- cyraneczka zwyczajna
- cyranka zwyczajna
- czajka
- czapla biała
- czapla siwa
- czarnogłówka
- czeczotka
- czernica
- czerwończyk nieparek
- czubatka
- czyż
- derkacz
- śpiewak
- droździk
- dudek
- dymówka
- dzięcioł czarny
- dzięcioł duży
- dzięcioł średni
- dzięcioł zielonosiwy
- dzięcioł zielony
- dzięciołek
- dzierlatka
- dziwonia
- dzwoniec
- gągoł
- gajówka
- gąsiorek
- gawron
- gęgawa
- gęś białoczelna
- gęś zbożowa
- gil zwyczajny
- głowienka zwyczajna
- gołąb miejski
- gołębiarz
- gronostaj
- grubodziób
- grzebiuszka ziemna
- gołąb grzywacz
- jaszczurka zwinka
- jaszczurka żyworodna
- jemiołuszka
- jer
- jerzyk
- jeż europejski
- kania czarna
- kania ruda
- kapturka
- kawka
- kląskawka zwyczajna
- kobuz

- kokoszka zwyczajna
- kopciuszek zwyczajny
- kormoran
- kos
- kowalik zwyczajny
- koza
- kret europejski
- krętogłów
- krogulec
- kropiatka
- kruk
- krwawodziób
- krzyżodziób świerkowy
- kaczka krzyżówka
- kszyk
- kukułka zwyczajna
- kulczyk zwyczajny
- kumak nizinny
- kuropatwa
- kwiczoł
- łabędź niemy
- łasica
- lelek kozodój
- lerka
- łozówka
- łyska zwyczajna
- makolągwa
- mazurek
- mewa pospolita
- mewa śmieszka
- mewa srebrzysta
- modraszka
- modraszek nausitous
- modraszek telejus
- muchołówka mała
- muchołówka szara
- muchołówka żałobna
- mysikrólik
- myszołów włochaty
- myszołów
- nietoperze (różne gatunki)
- nurogęś
- oknówka
- ortolan
- orzesznica leszczynowa
- padalec zwyczajny
- paszkot
- pełzacz leśny
- pełzacz ogrodowy
- perkoz dwuczuby
- perkoz rdzawoszyi
- perkozek zwyczajny
- piecuszek
- piegża
- pierwiosnek zwyczajny
- piskorz
- płaskonos zwyczajny
- pleszka zwyczajna
- pliszka siwa
- pliszka żółta
- pójdźka
- pokląskwa
- pokrzywnica
- potrzeszcz
- potrzos
- przepiórka zwyczajna
- pustułka

- puszczyk
- raniuszek
- remiz
- rokitniczka
- ropucha paskówka
- ropucha szara
- ropucha zielona
- rudzik zwyczajny
- rybitwa białoczelna
- rybitwa zwyczajna
- rybołów
- rycyk
- ryjówkowate (różne gatunki)
- rzekotka drzewna
- rzepołuch
- samotnik
- sierpówka
- sieweczka rzeczna
- sikora uboga
- skowronek zwyczajny
- słonka
- słowik szary
- sójka
- sikora sosnówka
- sroka zwyczajna
- srokosz
- strumieniówka
- strzyżyk
- strzępotek soplaczek
- świergotek drzewny
- świergotek łąkowy
- świergotek polny
- świerszczak
- świstun zwyczajny
- świstunka
- szczygieł
- szpak zwyczajny
- traszka grzebieniasta
- traszka zwyczajna
- trzciniak zwyczajny
- trzcinniczek
- trzmielojad
- trznadel zwyczajny
- turkawka
- sowa uszata
- wąsatka
- wiewiórka
- wilga zwyczajna
- wodnik zwyczajny
- wróbel zwyczajny
- wrona siwa
- wydra
- żaba jeziorkowa
- żaba moczarowa
- żaba śmieszka
- żaba trawna
- żaba wodna
- zaganiacz
- zaskroniec zwyczajny
- zięba
- zielonka
- zimorodek zwyczajny
- żmija zygzakowata
- żuraw

### Rezerwaty przyrody
Rezerwaty przyrody na terenie parku krajobrazowego:
- Biele Chojnowskie
- Chojnów
- Las Pęcherski
- Łęgi Oborskie
- Łoś
- Łyczyńskie Olszyny
- Obory
- Pilawski Grąd
- Skarpa Jeziorki
- Skarpa Oborska
- Uroczysko Stephana

### Obszary Natura 2000
Na terenie parku wyznaczono dwa obszary o znaczeniu wspólnotowym (projektowane specjalne obszary ochrony siedlisk): Stawy w Żabieńcu (PLH140039) chroniące siedliska wodne i mokradłowe oraz Łąki Soleckie (PLH140055) chroniące siedliska łąkowo-murawowe (głównie łąki trzęślicowe), będące ponadto siedliskiem cennych gatunków (tj. traszki grzebieniastej, kumaka nizinnego oraz motyli z rodziny modraszkowatych: czerwończyka nieparka, modraszka telejusa i modraszka nausitousa).

### Inne formy ochrony przyrody
Na terenie ChPK nie utworzono żadnego użytku ekologicznego. Projektowane są następujące użytki: Łąki Soleckie, Stawy w Żabieńcu, Łąki koło Baniochy, Staw w Zalesiu Górnym, Dolina Jeziorki, Torfowisko w okolicy Prażmowa Nowego, Śródleśne oczka wodne koło Chojnowa. Dwa pierwsze są już obszarami Natura 2000.
W parku ustanowiono ponad 40 pomników przyrody. Są to pojedyncze drzewa oraz ich grupy.
Lasy Chojnowskiego Parku Krajobrazowego wchodzą w skład Leśnego Kompleksu Promocyjnego „Lasy Warszawskie”.
Na terenie parku znajduje się ośrodek rehabilitacyjny dla rannych ptaków.

## Edukacja i turystyka

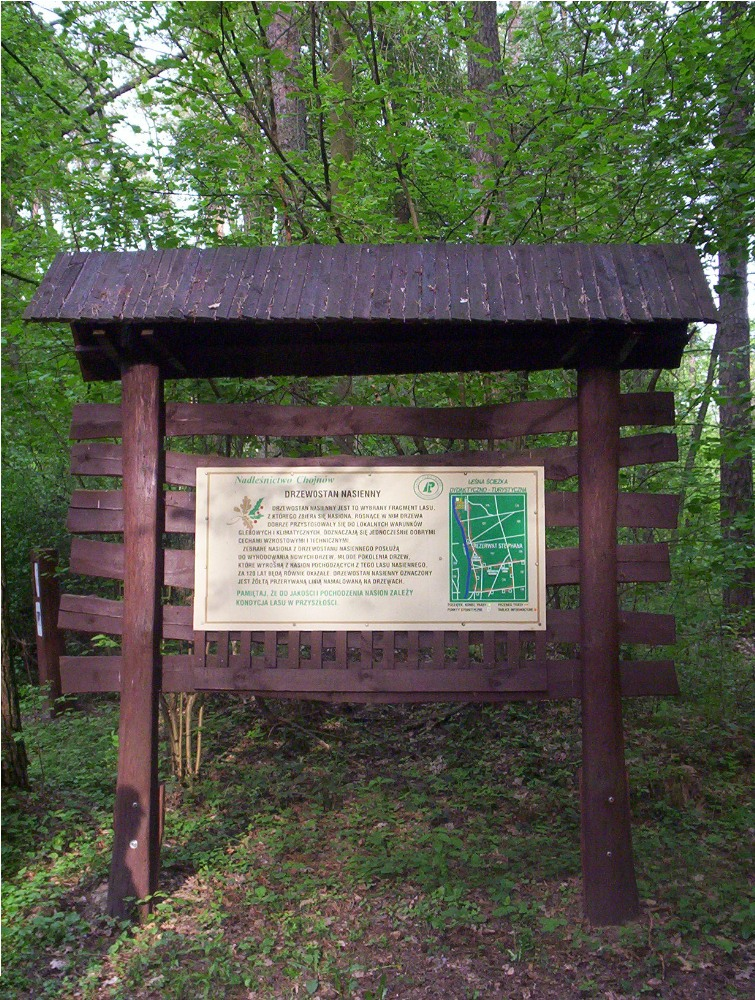
Tablica na ścieżce edukacyjnej

### Ośrodek Edukacyjny MZPK
Park korzysta z ośrodka edukacyjnego zespołu parków w Otwocku (w siedzibie zespołu, na terenie Mazowieckiego Parku Krajobrazowego) i mniejszych placówek terenowych. Poza tym organizuje akcje i konkursy razem z okolicznymi szkołami. Akcje edukacyjne samego parku, jak i zespołu parków, mają na celu edukację ekologiczną, prezentowanie i promowanie przyrodniczych, kulturowych i krajobrazowych walorów okolic oraz propagowanie roli ochronnej parku krajobrazowego. Organizowane są zajęcia kameralne i terenowe, konkursy, wystawy, wykłady, szkolenia, spotkania itp.

### Ścieżki edukacyjne i szlaki turystyczne
Na terenie parku i jego okolic wytyczono kilka ścieżek dydaktycznych:
- piesze

1. Zwiedzamy okolice ChPK (P1) – 7,5 km, historyczno-przyrodnicza
2. Spacerem przez Górę Kalwarię (P2) – 3,4 km, historyczna
3. Gonna sosna (P3) – 5 km, przyrodnicza
4. Doliną Jeziorki (P4) – 3 km, przyrodnicza
5. Chojnowskie grądy (P5) – 5 km, przyrodnicza
6. Lasy Konstancińskie (P6) – 3 km, przyrodnicza

- rowerowe

1. Szlakiem rezerwatów oborskich (R2) – 16 km, przyrodniczo-historyczna
2. Szlakiem Stephana (R3) – 17,8 km, przyrodniczo-historyczna
3. Pęcherskie sosny – 11 km, przyrodniczo-kulturowa

- samochodowe:

1. Do piastowskich korzeni (S1) – 39 km, historyczno-etnograficzna
2. Lasem do przeszłości (S2) – 36 km, przyrodniczo-historyczna

Przewidziane są również kilkudniowe wycieczki autokarowe na dwóch trasach.
Przez teren ChPK przebiegają również fragmenty szlaków turystycznych oznakowanych przez PTTK. Są to piesze szlaki:  Warszawska Obwodnica Turystyczna (MZ-5070-c),  Chojnowski Szlak Południkowy (MZ-5144-y),  Główny Szlak Lasów Chojnowskich (MZ-5146-z),  Szlak Nadwiślański (MZ-5147-y),  Szlak Rezerwatów Przyrody im. Czesława Łaszka (MZ-5148-n),  Chojnowski Szlak Zabytków Przyrody (MZ-5149-s),  Szlak Dolinek Mazowieckich (MZ-5128-n). Poza tym wyznaczonych jest kilka szlaków rowerowych oraz dróg o dopuszczonym ruchu konnym, wśród nich Piaseczyński Szlak Konny PTTK.